# Fundición (metalurgia)

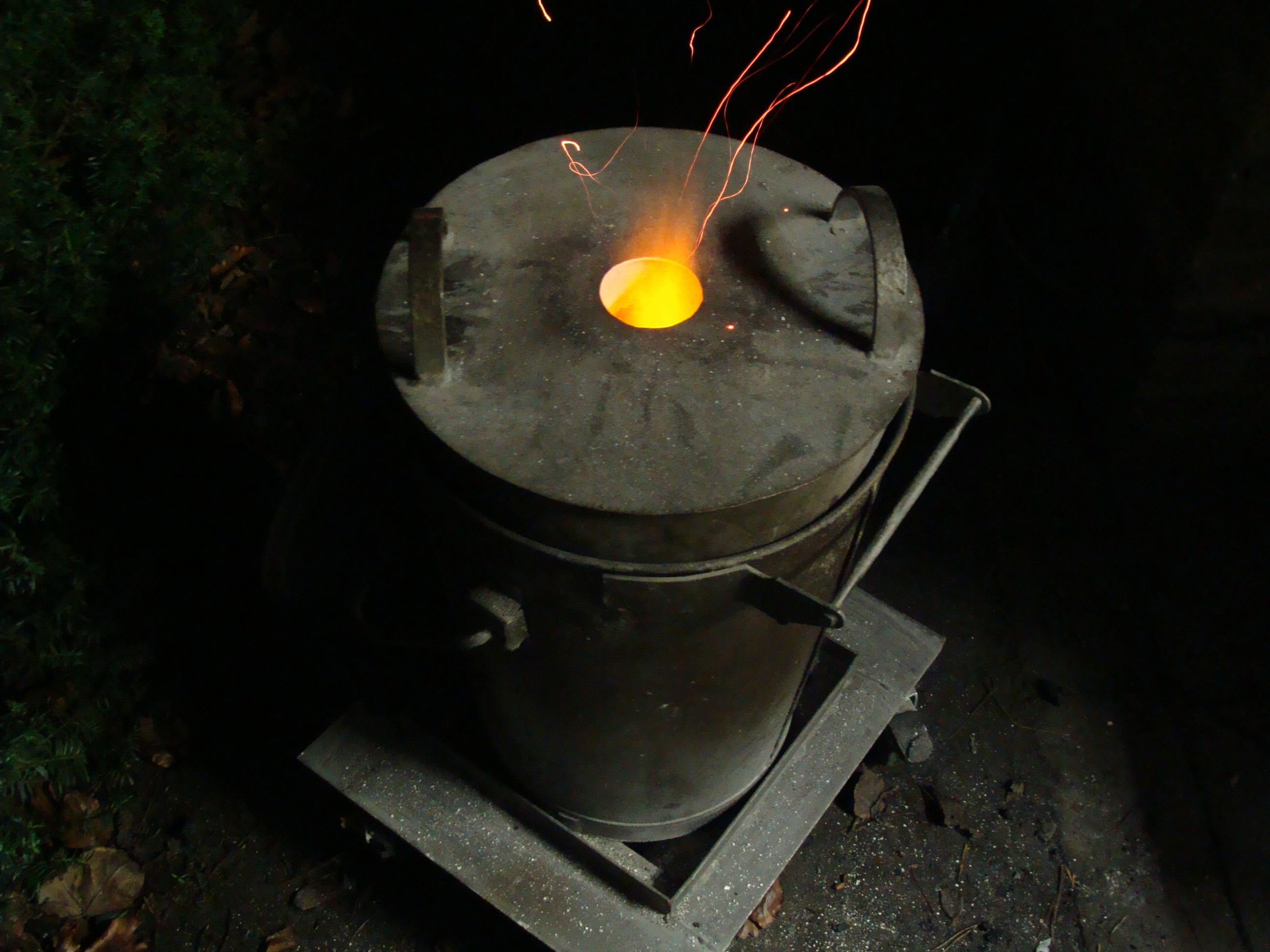
Horno de fundición artesano

La fundición es una forma de metalurgia extractiva. El proceso de fundición consiste en reducir la mena mineral para obtener un metal puro, y separarlo de la ganga y otros posibles elementos. Generalmente se usa como agente reductor una fuente de carbono, como el coque, el carbón o el carbón vegetal en el pasado. El carbono (o el monóxido de carbono generado a partir de él) saca el oxígeno de la mena de los óxidos (o el azufre, carbonato, etc., en los demás minerales), dejando el metal en su forma elemental. Para ello el carbono se oxida en dos etapas, primero produciéndose monóxido de carbono y después dióxido de carbono. Como la mayoría de las menas tienen impurezas, con frecuencia es necesario el uso de un fundente o castina, como la caliza, para ayudar a eliminar la ganga acompañante en forma de escoria.
También se denomina fundición al proceso de fabricar objetos con metales fundidos mediante moldes; que suele ser la etapa siguiente a la fundición extractiva, que es de la que trata este artículo. Las plantas para la reducción electrolítica del aluminio generalmente también se denominan fundiciones, aunque se basan en un proceso físico completamente diferente. En ellas no se funde el óxido de aluminio, sino que se disuelve en fluoruro de aluminio para producir la electrólisis de la mena. Normalmente se utilizan electrodos de carbono, pero en las plantas de diseño más moderno se usan electrodos que no se consuman. El producto final es aluminio fundido.

## Proceso

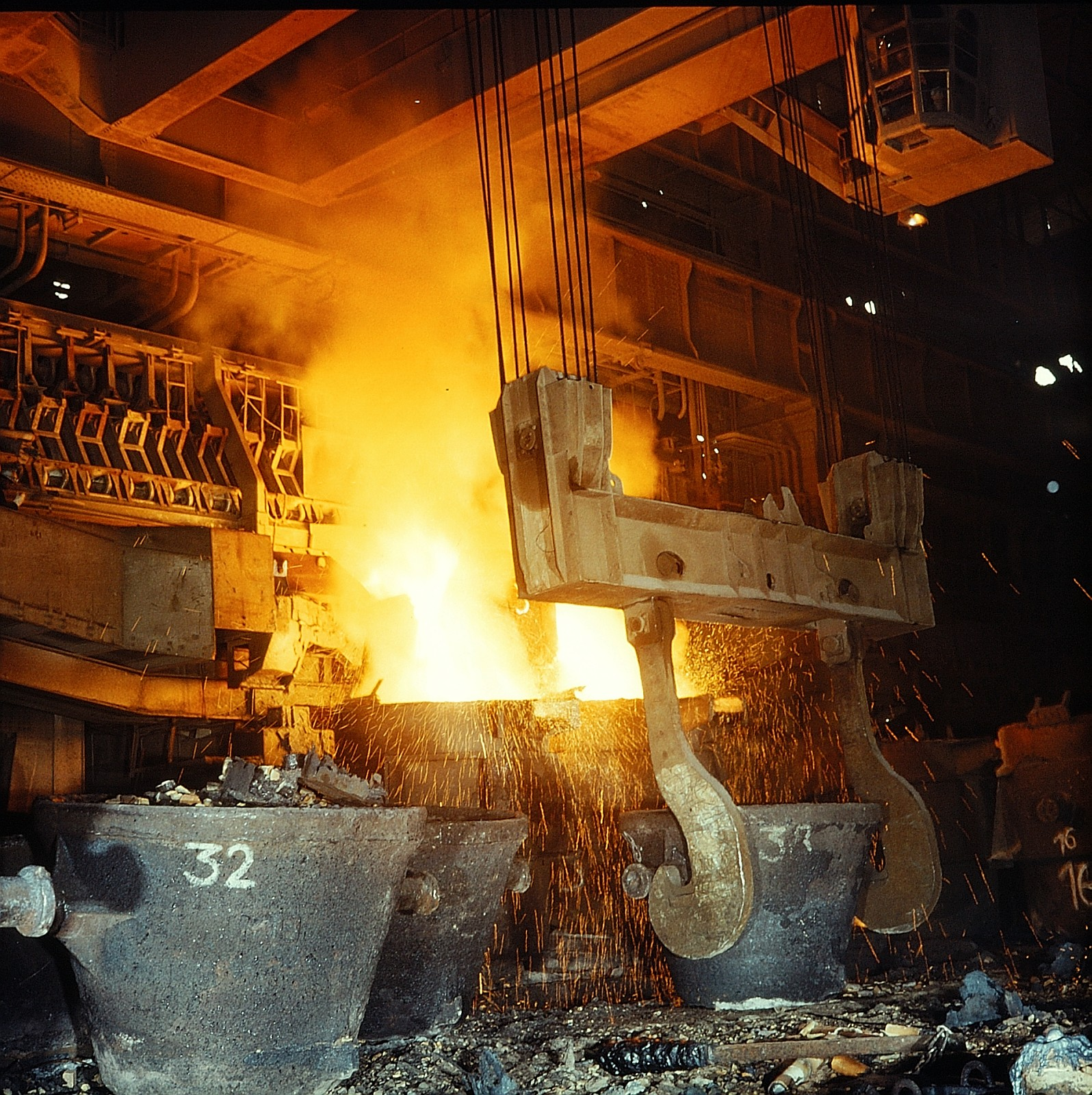
Proceso de fundición realizado en altos hornos.

Esquema de un horno de fundición de cañones de hierro. Se añade alternativamente capas de carbón y mineral de hierro (A). En la parte inferior del horno existían unas toberas por donde se forzaba la entrada de aire mediante unos grandes fuelles (B). En el crisol del horno se encontraba un orificio por el que fluía el arrabio y se dirigía al molde del cañón (C). Encima de esta abertura, pero debajo de las toberas, había otra boca por donde se sacaba la escoria (D).

La fundición es un proceso que implica más que la simple fusión del metal para extraerlo de la mena. La mayoría de las menas minerales son compuestos en los que el metal está combinado con el oxígeno (en los óxidos), el azufre (en los sulfuros) o el carbono y el oxígeno (en los carbonatos), entre otros. Para obtener el metal en su forma elemental se debe producir una reacción química de reducción que descomponga estos compuestos. Por ello en la fundición se requiere el uso de sustancias reductoras que al reaccionar con los elementos metálicos oxidados los transformen en sus formas metálicas.

### Calcinación
La calcinación es el proceso de calentar el mineral hasta altas temperaturas para disipar su materia volátil. En el caso de los carbonatos y sulfatos este proceso sirve para eliminar el azufre y el carbono no deseados, transformándolos en óxidos que pueden reducirse directamente. Por ello la calcinación en estos casos se hace en ambientes oxidantes. Algunos ejemplos prácticos son:
- la malaquita, una mena corriente del cobre, es principalmente carbonato de cobre (CuCO3). Este mineral se descompone térmicamente a CuO y CO2 en varias etapas entre los 250 °C y 350 °C. El dióxido de carbono se libera en la atmósfera dejando el óxido de cobre que se puede reducir como se describe en la siguiente sección.
- la galena, el mineral más común del plomo, se compone principalmente de sulfuro de plomo (PbS). El sulfuro se oxida a sulfito (PbSO3) en su primera etapa de descomposición térmica que origina óxido de plomo y anhídrido sulfuroso gas (PbO y SO2). El dióxido de azufre (como el dióxido de carbono en el ejemplo anterior) se disipa en la atmósfera y el óxido de plomo se reduce incluso en una combustión abierta al aire.

### Reducción
La reducción es la etapa final a altas temperaturas de la fundición. Aquí es cuando el óxido se convierte en metal elemental. El ambiente reductor (generalmente proporcionado por el monóxido de carbono que se produce por la combustión incompleta del carbono en el interior del horno poco ventilado) saca a los átomos de oxígeno del mineral puro. Las temperaturas necesarias varían en un amplio rango, tanto en la comparación entre los distintos metales como en la relación con el punto de fusión del propio metal. Por ejemplo:
- el óxido de hierro se convierte en hierro metálico alrededor de los 1250 °C, casi 300 grados por debajo del punto de fusión del hierro que es de 1538 °C;
- el óxido de mercurio se convierte en vapor de mercurio cerca de los 550 °C, casi 600 grados por encima de su punto de fusión de -38 °C.

En el caso de la fundición del hierro el coque quemado como combustible para calentar el horno además al arder libera monóxido de carbono, que se combina con los óxidos de hierro del mineral y los reduce a hierro metálico, según la ecuación:
En el caso de la fundición del cobre el producto intermedio producido en la calcinación se reduce según la reacción:
En ambos casos el gas de dióxido de carbono se disipa en la atmósfera dejando el metal libre.

### Fundentes
En el proceso de fundición se usan los fundentes con varios propósitos, los principales son catalizar las reacciones deseadas o que se unan químicamente a las impurezas o productos de reacción no deseados para facilitar su eliminación. El óxido de calcio, en forma de caliza, se usa a menudo con este propósito, ya que puede reaccionar con el dióxido de carbono y el dióxido de azufre producidos durante la calcinación y la reducción manteniéndolos fuera del ambiente de reacción.
Los fundentes y la escoria pueden proporcionar un servicio secundario adicional después de que se haya completado la etapa de reducción, recubrir con una capa fundida el metal purificado para evitar que entre en contacto con el oxígeno, que al estar todavía tan caliente se oxidaría rápidamente.
En la fundición del hierro se emplea la caliza al cargar el horno como fuente adicional de monóxido de carbono y como sustancia fundente. Este material se combina con la sílice presente en el mineral (que no se funde a las temperaturas del horno) para formar silicato de calcio, de mayor punto de fusión. Sin la caliza se formaría silicato de hierro, con lo que se perdería hierro metálico. El silicato de calcio y otras impurezas forman una escoria que flota sobre el metal fundido en la parte inferior del horno.

## Historia
De los siete metales conocidos en la antigüedad (oro, plata, cobre, estaño, plomo, mercurio y hierro) solo el oro se encuentra regularmente en forma nativa en la naturaleza. Los demás se encuentran principalmente formando parte de minerales, aunque todos ellos pueden aparecer en pequeñas cantidades en forma nativa (comercialmente insignificantes). Estos minerales son principalmente óxidos, sulfuros y carbonatos del metal mezclados con otros componentes como sílice y alúmina. Al calcinar los carbonatos y sulfuros en contacto con el aire se convierten en óxidos. Los óxidos no necesitan transformación previa en el proceso de fundición. El monóxido de carbono (CO) era (y es) el principal agente reductor elegido para la fundición. Se produce fácilmente durante el proceso de combustión usado para calentar los minerales en el horno y como es un gas entra en contacto con la mena mineral directamente.
En el Viejo Mundo el ser humano aprendió a obtener metales mediante fundición en la prehistoria, alrededor del VII milenio a. C. El descubrimiento y uso de los metales útiles para la fabricación de herramientas, el cobre y el bronce primeramente, y posteriormente el hierro, causaron un gran impacto en las sociedades humanas de la época. El efecto fue tan generalizado que los historiadores han dividido la historia de la antigüedad en Edad de Piedra, Edad del Bronce y Edad del Hierro.
En América, las sociedades prehispánicas de los Andes centrales del actual Perú consiguieron la fundición del cobre y la plata independientemente al menos seis siglos antes de que empezara la colonización europea del siglo XVI.

### Estaño y plomo
Los primeros metales obtenidos por fundición en la prehistoria fueron el estaño y el plomo. Los vestigios de plomo más antiguos conocidos son abalorios encontrados en el yacimiento de Çatalhöyük en Anatolia (Turquía), que están datados alrededor del 6400 a. C., aunque es probable que la fundición de este metal sea más antigua. Como el descubrimiento de la fundición de ambos metales se produjo varios milenios antes de la invención de la escritura, no existen registros de cómo se produjo; pero como la fundición tanto del plomo como del estaño se puede producir simplemente poniendo alguna roca de sus menas sobre una pira de madera, posiblemente su descubrimiento fuera accidental.
Aunque el plomo es un metal común su descubrimiento tuvo relativamente poco impacto en el mundo antiguo. Es demasiado blando para ser el componente estructural de herramientas o armas, salvo para la fabricación de proyectiles para las hondas que se hacían de plomo por su característica de ser excepcionalmente pesado, y que es otro impedimento para los demás usos de este metal. Posteriormente como era fácil de obtener y de dar forma, en antigüedad clásica de Grecia y Roma se utilizó para fabricar tuberías y recipientes para el agua (se desconocía que este uso era tóxico). También se usó el plomo como juntura en los edificios de piedra y en las vidrieras.
El estaño es mucho menos abundante que el plomo y solo un poco más duro que él, por lo que las consecuencias que produjo por sí mismo fueron incluso menores, hasta el descubrimiento del bronce.

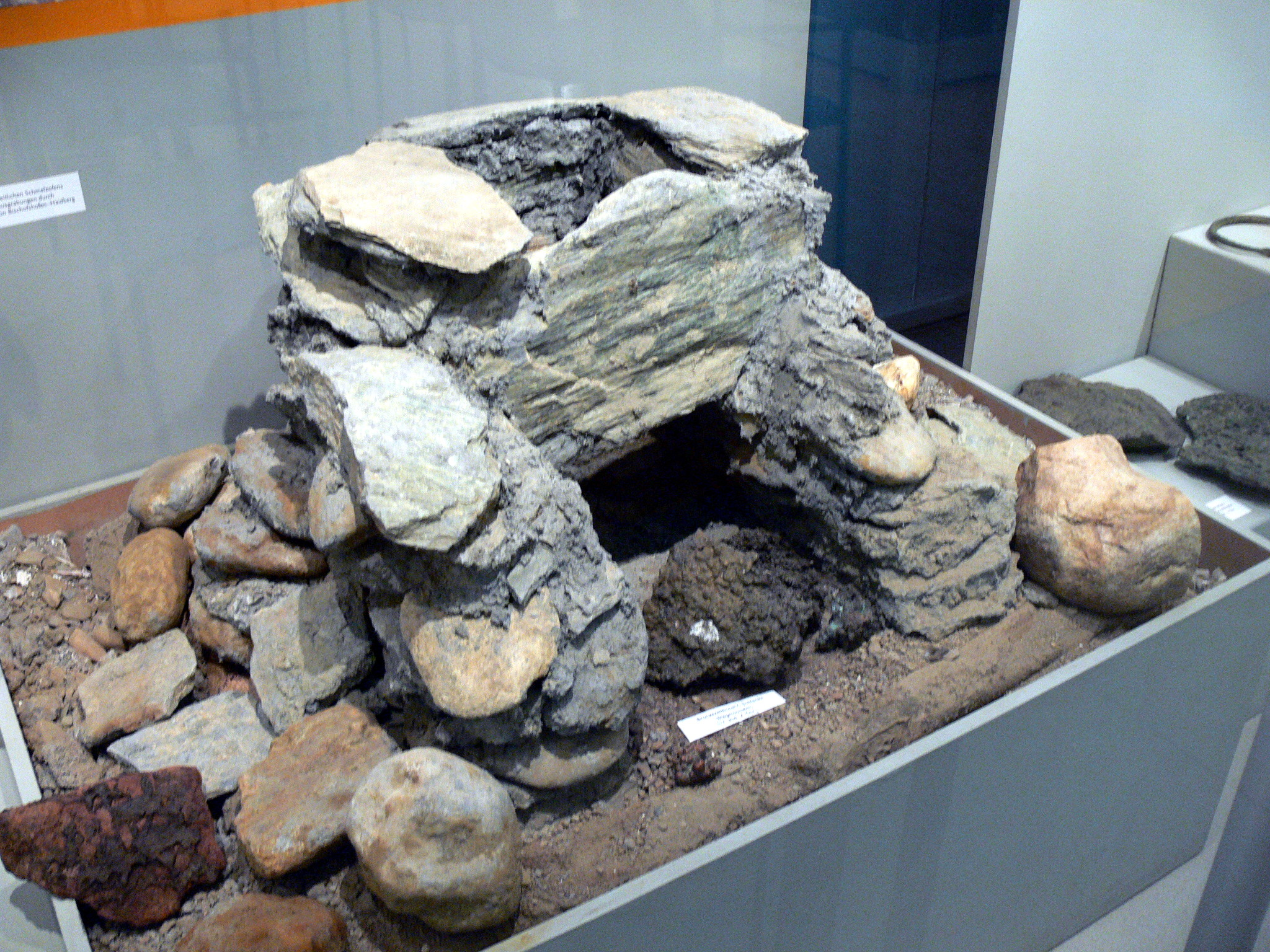
Reconstrucción en miniatura de un horno de fundición de la Edad del Bronce.

### Cobre y bronce
Tras el estaño y el plomo el siguiente metal que se consiguió obtener por fundición fue el cobre. Cómo pudo descubrirse es objeto de debate. Las hogueras se quedan 200 °C por debajo de la temperatura necesaria, así que se especula que la primera fundición de cobre pudo haberse logrado en el interior de un horno de cerámica. El posterior descubrimiento de la fundición del cobre en los Andes podría haber sucedido del mismo modo aunque se desarrolló de forma independiente a la del Viejo Mundo. Los primeros vestigios de fundición de cobre, datados entre el 5500 a. C. y 5000 a. C., se han encontrado en Pločnik y Belovode, Serbia. Se ha encontrado una cabeza de mazo en Can Hasan, Turquía, datada en el 5000 a. C., esta herramienta es la más antigua de cobre encontrada, aunque se cree que podría haberse forjado con cobre nativo.
Al mezclarse el cobre con estaño o arsénico en las proporciones adecuadas se consigue el bronce, una aleación que es más dura que el cobre. Los primeros bronces arsenicales datan del V milenio a. C. de Asia Menor. Las bronces incas también son de este tipo. El arsénico es una impureza que se encuentra con frecuencia en las menas del cobre, por lo que su descubrimiento podría haber sido accidental, pero posteriormente se añadieron minerales que contenían arsénico intencionadamente en el proceso de fundición. Los bronces de cobre y estaño son todavía más duros y resistentes y se desarrollaron alrededor del 3200 a. C. también en Asia Menor. De nuevo el modo en que los forjadores aprendieron a producir bronces de estaño es un misterio. El primero de estos bronces podría haber sido un afortunado accidente de contaminación con estaño de las menas de cobre, pero se sabe que ya en 2000 a. C. se explotaban minas de estaño con objeto de producir bronce. Hay que destacar que el estaño es un metal escaso e incluso en su mena más rica, la casiterita, el estaño representa solo el 5%. Además se necesitan habilidades especiales (o instrumentos especiales) para encontrarla y localizar las vetas más ricas. Pero fueran los que fueran los pasos necesarios para dominar las dificultades del estaño eran conocidos alrededor del 2000 a. C.
El descubrimiento de la manufactura del cobre y el bronce tuvo un impacto significativo en la historia de la antigüedad. Los metales eran lo suficientemente duros como para fabricar armas más fuertes, pesadas y resistentes con ellos y que producían mayores daños que las similares de piedra, madera o hueso. Durante varios milenios el bronce fue el material elegido para fabricar espadas, puñales, hachas de batalla, puntas de lanza y flecha, además del equipo de protección como escudos, cascos y diversos elementos de armadura. Pero el bronce también sustituyó a los demás materiales en la fabricación de herramientas como azadas, azuelas, sierras, cinceles, clavos, cuchillos, tijeras, agujas y alfileres, jarras, ollas, calderos, espejos y arneses de caballería, entre otros. El estaño y el cobre contribuyeron a que se establecieran redes comerciales que unían alejadas regiones de Europa y Asia, e influyeron de forma importante en la distribución de la riqueza entre los individuos y los pueblos.

### Plata
Los objetos de plata empezaron a fabricarse por primera vez en cantidades significativas alrededor del 4000 a. C., y la escasez de plata nativa obligaba a obtenerla a partir de la fundición de sus menas principales, la argentita (Ag2S) y la clorargirita (AgCl). La plata también aparece como impureza en las menas del plomo, y cuando las poco abundantes menas de la plata se fueron agotando la plata pasó a obtenerse principalmente por la purificación del plomo durante su fundición, por un proceso conocido como copelado, ya descrito por las fuentes de la Antigüedad como Plinio el Viejo. En cambio en América cuando se desarrollaron independientemente los métodos de fundición de metales en los inicios de la Edad Media, la plata no se obtuvo por fundición directa de sus propias menas, sino por la purificación del oro y el cobre que contenían impurezas de plata.
La plata era un metal demasiado blando para destinarse a la fabricación de herramientas resistentes, pero desde sus orígenes fue usado con fines ornamentales y suntuarios.

### Inicios de la fundición del hierro

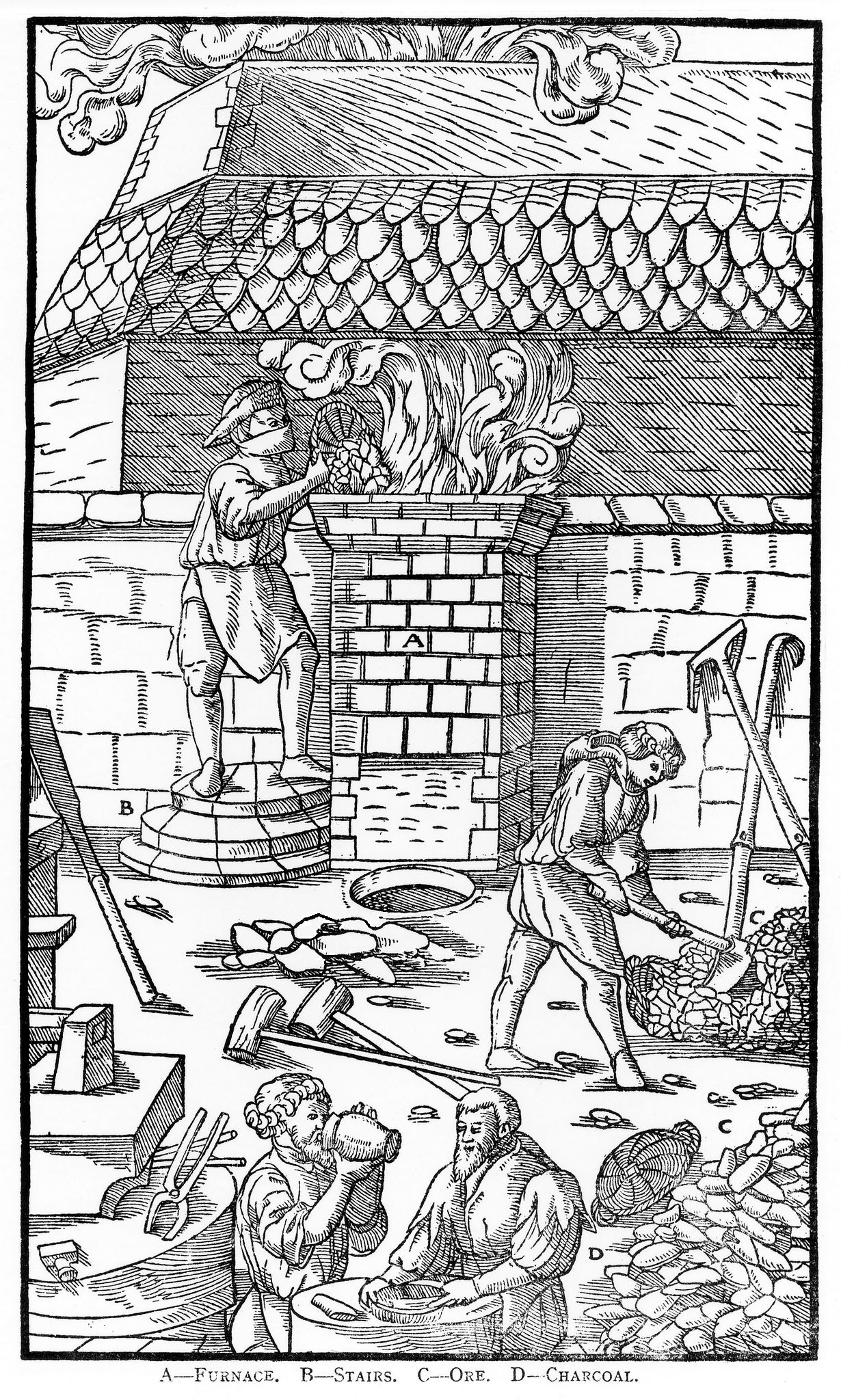
Ilustración de De re metallica (1556).

Dónde y cómo se produjo el descubrimiento de la fundición del hierro es objeto de un gran debate, y permanece incierto debido a la escasez de restos arqueológicos. Las tecnologías del hierro podrían haberse originado en oriente próximo, quizás en Anatolia oriental. Existen restos arqueológicos con herramientas fabricadas con hierro sin níquel (prueba de que no es de origen meteórico) en Anatolia alrededor del 1800 a. C., pero también se han encontrado herramientas del periodo comprendido entre el 1800 a. C. y 1200 a. C. en el valle del Ganges en la India,
En el Antiguo Egipto existen indicios de que había trabajos metalísticos con hierro en algún momento entre el tercer periodo intermedio de Egipto y la dinastía XXIII (entre el 1100 y el 750 a. C.), aunque sorprendentemente no se han encontrado pruebas de fundición de hierro a partir de sus menas en el Egipto faraónico en ningún periodo. Existen indicios de la fundición de hierro y trabajos siderurgicos en África Occidental alrededor de 1200 a. C. Además se han encontrado vestigios antiguos de acero al carbono de hace 2000 años en el noroeste de Tanzania, basados en complejas técnicas previas al calentamiento. Estos descubrimientos podrían indicar que se desarrollaron las técnicas siderúrgicas en varios lugares independientemente. Las tecnologías siderúrgicas se extendieron desde el Mediterráneo hacia el norte a partir del 1200 a. C., llegando al norte de Europa alrededor del 600 a. C., más o menos en las mismas fechas en las que llegaron a China.

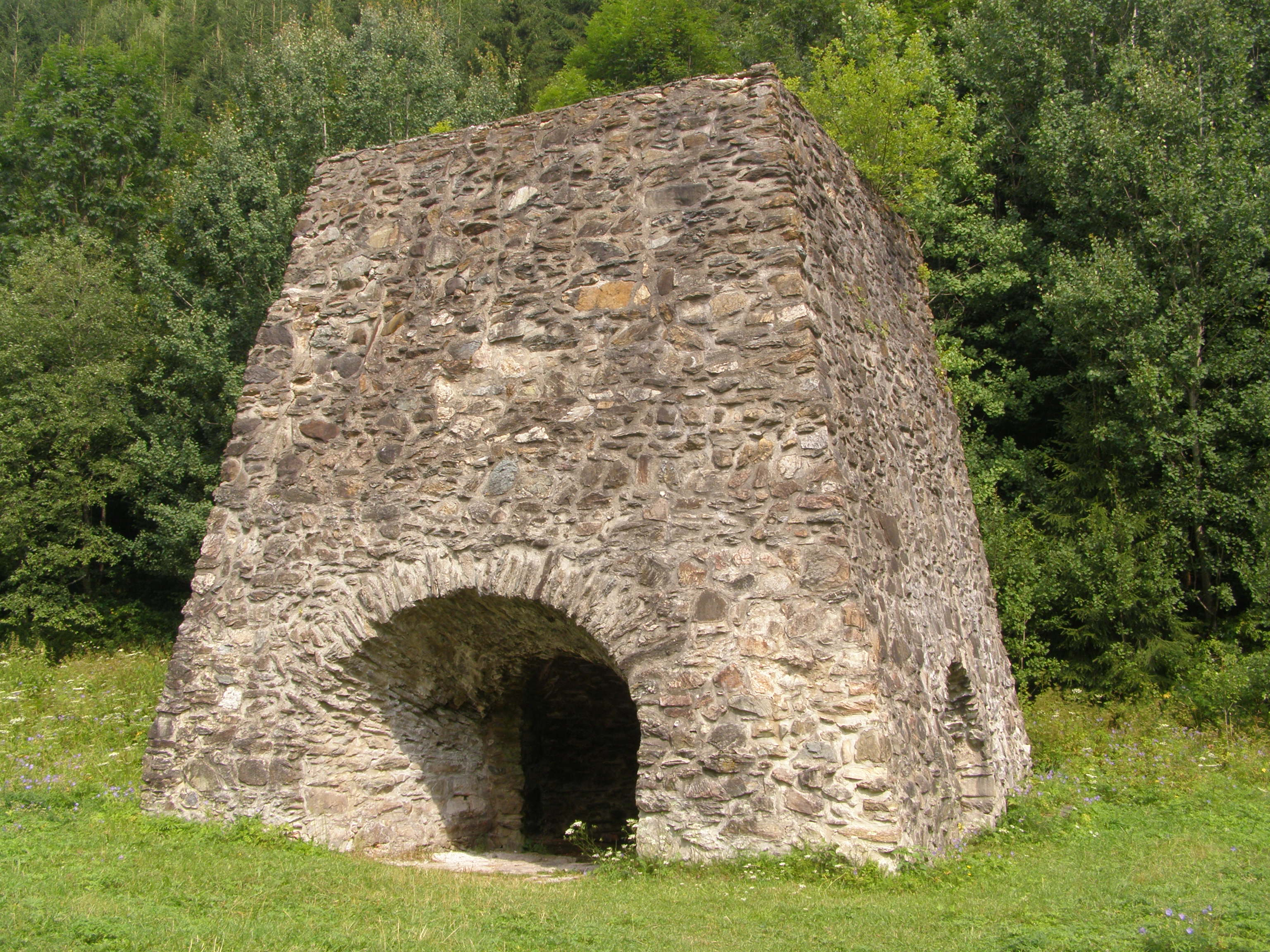
Antiguo horno de fundición en Osrblie, Eslovaquia.

Los primeros procesos siderúrgicos realizados en Eurasia y África realizaban la fundición en pequeños hornos troncocónicos, donde la temperatura no era lo suficientemente alta para que el hierro se fundiera. Así se producía una masa blanda de hierro incandescente a la que podía darse forma forjándolo a martillazos. Las primeros hallazgos arqueológicos de esta técnica se han encontrado en Tell Hammeh, Jordania, datadas con carbono 14 alrededor del 930 a. C.

### Fundición del hierro posterior
A partir de la Edad Media la reducción directa en pequeños hornos empieza a ser sustituida por un proceso indirecto. Así se usa un alto horno para producir arrabio a partir de las menas minerales, que tenía que someterse a otro proceso posterior para producir barras de hierro forjables. Los procesos de esta segunda fase eran el afino en una ferrería, y a partir de la Revolución Industrial, la pudelación. Su resultado era el hierro forjado, aunque ambos procesos han quedado obsoletos ya que actualmente casi no se fabrica. En su lugar se produce acero mediante el convertidor Thomas-Bessemer o por medio de otros procesos de fundición reductivos como el proceso Corex.

### Zinc
El Zinc fue descubierto en la Edad Media, y como en la Antigüedad se conocían siete metales se le denomina el octavo metal. Existe una disputa sobre si las técnicas de fundición del zinc puro se desarrollaron en la India o en China alrededor del siglo XIV. En cambio las aleaciones de zinc se usaron desde antiguo. Existen piezas de latón datadas en 1000-1500 a. C. —se han encontrado en Canaán y otros objetos con contenidos de hasta el 87% de zinc han aparecido en la antigua región de Transilvania— sin embargo, por su bajo punto de fusión y reactividad química el metal tiende a evaporarse por lo que la verdadera naturaleza del metal no fue comprendida por los antiguos. Se sabe que la fabricación de latón era conocida por los romanos hacia 30 a. C. Plinio y Dioscórides describen la obtención de aurichalcum (latón) por el procedimiento de calentar en un crisol una mezcla de cadmia (calamina) con cobre; el latón obtenido posteriormente era fundido o forjado para fabricar objetos. En occidente, hacia 1248, Alberto Magno describe la fabricación de latón en Europa.
La fundición y extracción de zinc impuro se llevó a cabo hacia el año 1000 en India —en la obra Rasarnava (c. 1200) de autor desconocido se describe el procedimiento— y los indios conocían ya la existencia del zinc como metal distinto desde la Antigüedad. En 1597 Andreas Libavius describe una «peculiar clase de estaño» que se producía en la India y llegó a sus manos en pequeña cantidad a través de un amigo; de sus descripciones se deduce que se trataba del zinc aunque no llegó a reconocerlo como el metal procedente de la calamina. Georgius Agricola (1490-1555) observó en 1546 que podía rascarse un metal blanco condensado de las paredes de los hornos en los que se fundían minerales de zinc; añadiendo en sus notas que un metal similar denominado zincum se producía en Silesia. Por lo que hasta el siglo XVI no se generalizó su conocimiento en Europa.

## Metales comunes
Las menas de los metales comunes suelen ser sulfuros. Para su obtención en los últimos siglos se ha usado el horno de reverbero. Estos mantienen el combustible y los minerales de fundición separados. Tradicionalmente se usaban para realizar la primera etapa: la formación de dos líquidos, una escoria oxidada que contenga la mayor parte de las impurezas y una mata de sulfuro que contiene el sulfuro del metal deseado y algunas impurezas. Estos hornos de fundición actualmente miden unos 40 m de largo, 3 m de alto y 10 m de ancho. El combustible que se quema en un extremo y su calor funde los sulfuros concentrados (generalmente tras una calcinación parcial), que se alimenta a través de la apertura del techo del horno. La escoria flota sobre la mata que es más pesada, y es eliminada para su desecho o reciclado. Entonces la mata de sulfuro es enviada a un convertidor metalúrgico. Los detalles de este proceso varían entre hornos dependiendo de las propiedades de los minerales que componen la mena y de su concentración.
Aunque los hornos de reverbero tienen un rendimiento muy bueno porque producen escorias que contienen muy poco cobre, son relativamente ineficientes energéticamente y producen una concentración baja de dióxido de azufre en los gases que emiten, lo que hace difícil su captura, y por consiguiente están siendo sustituidos por una nueva generación de tecnologías de fundición del cobre. Los hornos de fundición más recientes se basan en las tecnologías de fusión en baño, de inyectado por lanza de oxígeno, fusión autógena o los altos hornos. Algunos ejemplos de la fundición por baño son el horno Noranda, el horno Isasmelt, el reactor Teniente, el horno Vunyukov y la tecnología SKS, entre otros. El inyectado por la lanza de oxígeno está representado por el reactor de fundición Mitsubishi. La fundición autógena supone el 50% de la fundición de cobre del mundo. Hay muchas más variedades de procesos de fundición como el Kivset, Ausmelt, Tamano, EAF y BF.

## Modelado de procesos de fundición

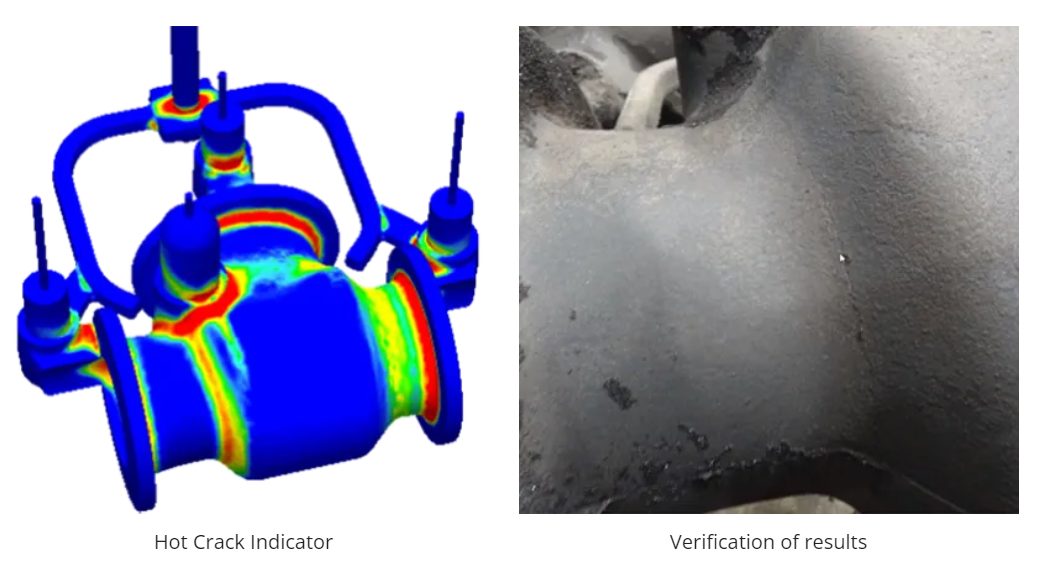
El software para el modelado de procesos de fundición proporciona capacidades para la evaluación interactiva y automatizada de los resultados (por ejemplo, velocidades y características de llenado y solidificación del molde, porosidad, formación de microfisuras y otros defectos).

La  simulación de procesos de fundición utiliza   métodos numéricos para calcular la calidad resultante de los componentes fundidos, teniendo en cuenta el llenado del molde, la cristalización y el enfriamiento, y proporciona una predicción cuantitativa de las propiedades mecánicas de la fundición, las tensiones térmicas y las deformaciones. La simulación describe con precisión las características finales de la fundición, antes del inicio de la producción. El molde y los parámetros de la fundición pueden ser diseñados teniendo en cuenta las propiedades del resultado. Esto genera ventajas no solo en la reducción de las pruebas de producción preliminares, sino también conduce al ahorro de energía, materiales y herramientas.
El software asiste al usuario en el diseño de componentes, la definición de prácticas de fundición y métodos de fundición, así como en la fabricación de modelos y moldes, tratamiento térmico y acabado final. Esto permite reducir los costos en todo el camino del proceso de fundición.
La simulación del proceso de fundición fue desarrollada por primera vez en las universidades, comenzando a principios de los años 70, principalmente en Europa y en los EE. UU., y se considera la innovación más importante en la tecnología de fundición en los últimos 50 años. Desde finales de los años 80, están disponibles varias versiones de software comercial que permiten a las fundiciones obtener una nueva comprensión de lo que sucede dentro del molde o la herramienta de fundición durante el proceso de fundición.